# Basaburua
Basaburua är en kommun i Spanien.   Den ligger i provinsen Provincia de Navarra och regionen Navarra, i den nordöstra delen av landet, 300 km nordost om huvudstaden Madrid. Antalet invånare är 876. Arean är 83 kvadratkilometer.
Terrängen i Basaburua är kuperad.